# チェ・チョルホ

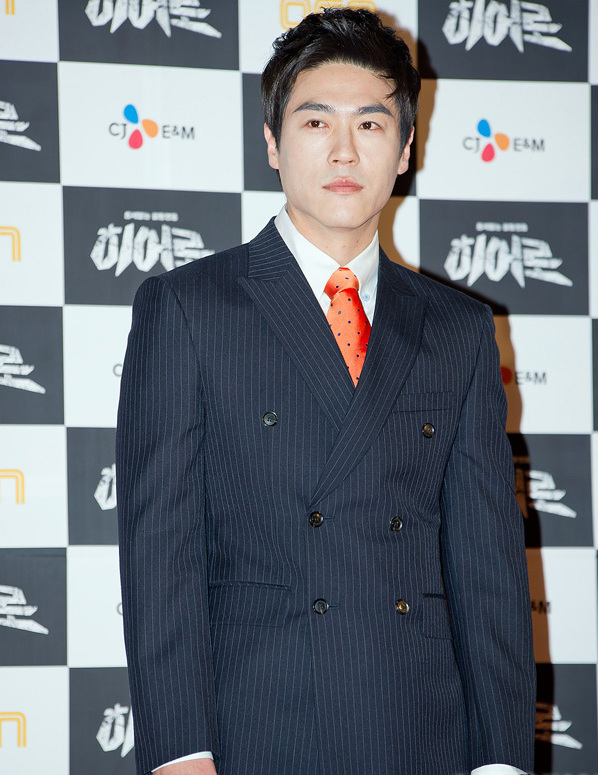
2012年

チェ・チョルホ（崔 哲浩、朝鮮語: 최철호、1970年3月2日 - ）は、大韓民国の俳優。
日本の媒体においては、ㄹがㅎと連音化したチェ・チョロという表記も見られる。妻は2004年ミス・コリアに出場したキム・ヘスク。ファンからはチョロシン（처로신）と呼ばれることもある。

## 経歴
大元外国語高等学校、聖潔大学校国語国文学科卒。1990年に舞台『あなたの沈黙』でデビュー。1997年公開の映画『接続 ザ・コンタクト』でスクリーンデビューした。2002年にSBSドラマ『野人時代』で厳東鈺役を演じた。2004年にKBS大河ドラマ『不滅の李舜臣』で宣祖役を、そのほか、『大祚栄』で乞四比羽役を、『千秋太后』で景宗役を演じ、『僕の妻はスーパーウーマン』はハン・ジュニョク役を演じた。
2010年7月、ドラマ『トンイ』に出演中だったが、後輩の女優に対し酒席での口論から暴力をふるったことが明らかになり、ドラマを途中降板した。
その後芸能活動を自粛しボランティア活動をするなどしたのち、約2年後に活動を再開。地上波にも復帰できていたが、2014年には、飲酒後に一般人男性とのいさかいで警察を呼ばれる騒動を起こしてしまう。この件は和解が成立している。
2020年10月には、MBNのドキュメンタリー番組に出演し、宅配の物流センターで日雇いバイトをしている近況を明かしていたが、2022年には所属事務所代表が住むヴィラで騒動を起こし逮捕されている。

## 人物
ミスコリア忠南でモデル活動もしていたピアノ講師キム・ヘスクと2005年8月に結婚。1男1女をもうけている

## 出演

### 映画
- 接続 ザ・コンタクト(1997年)[2]
- クワイエット・ファミリー（1998年）[2]
- チム～あこがれの人～（1998年）[2]
- ホワイトクリスマス　恋しくて、逢いたくて（1999年）[2]
- サミャン洞精肉店（1999年）- 主演[2]
- 総合病院 The Movie 千日間（2000年）- 主演[2]
- 覗き（2001年）[2]
- ヨガ学院　死のクンダリニー（2019年）[9]
- ボディガード（2020年）[10]

### ドラマ
- 真実のために（1998年、MBC）[2]
- 約束（1999年、SBS）
- 父と息子（1999年、SBS）
- ポップコーン（2000年、SBS）- テフン役[11]
- 黄金時代（2000年、MBC）- チョ・サンマン役[12]
- 噂の女（2001年、SBS）- パク・ヒョンジュ役[13]
- 太陽の誘惑（2002年、KBS）- イ・ムヨン役[14]
- 野人時代（2002年、SBS）- オム・ドンウク役
- あの青い草原の上で（2003年、KBS）- カン・スンミン役[15]
- 不滅の李舜臣（2004年、KBS）- 宣祖役
- 危険な愛（2005年、KBS）- イ・ガンジェ役[16]
- 大祚栄（2006年、KBS）- コルサ・ビウ役
- Sクリニック（2007年、OCN）[17]
- 銭の戦争 オリジナル（2008年、tvN）- ボムソク役[18]
- 長姉（2008年、KBS）- キム・ハギン役[19]
- 千秋太后（2009年、KBS）- 景宗役
- パートナー（2009年、KBS）- イ・ヨンウ役[20]
- 僕の妻はスーパーウーマン（2009年、MBC）- ハン・ジュニョク役
- 熱血商売人（2009年、KBS）- カン・スンジュ役[21]
- 恋愛マニュアル〜まだ結婚したい女（2010年、MBC）- ナ・バンソク役
- トンイ（2010年、MBC）- オ・ユン役（途中降板）
- 大王の夢〜王たちの戦争〜（2012年、KBS1）- ピダム役
- ラブ・アゲイン症候群（2012年、JTBC）- イ・テジン役
- HERO（2012年、OCN）[22]
- スキャンダル-非常に衝撃的で不道徳な事件-（2013年、MBC）- カン・ジュピル役[23]
- 神のクイズ シーズン4（2014年、OCN）ソ・サンウ役[24]
- 一途なタンポポちゃん（2014年、KBS）- ミン・ガンウク役[25]
- 王の顔（2014年、KBS）チョン・ヨリプ役
- 炎の中へ（2014年、TV朝鮮）チェ・ジョンホ役[26]
- 朝鮮ガンマン（2014年、KBS2）- ムン・イルド役[27]
- ずる賢いバツイチの恋（2014年、MBC）- カム・ジョンウォン役[28]
- 師任堂、色の日記（2017年、SBS）- ミン・チヒョン役
- 恋するダルスン 〜幸せの靴音〜（2017年、SBS）- イ・ジェハ役
- トキメキ注意報（2018年、MBN）アン・ジョンソク役[29]
- 最後まで愛（2018年、KBS2）ペク・チョル役[30]
- 一緒に暮らしませんか？（2018年、KBS2）チョン・ドクヒョン役[31]
- 王女ピョンガン 月が浮かぶ川（2021年、KBS2）ヨン・チャンギ役[32]

### 舞台
- あなたの沈黙（1990年）[3]

### ドキュメンタリー
- 現場ルポスクープ世界（2020年、MBN）[7]